# Conseil de la langue occitane
 (juillet 2023).
Si vous disposez d'ouvrages ou d'articles de référence ou si vous connaissez des sites web de qualité traitant du thème abordé ici, merci de compléter l'article en donnant les références utiles à sa vérifiabilité et en les liant à la section « Notes et références ».
Pour les articles homonymes, voir CLO.
Le Conseil de la langue occitane ou CLO (en occitan : Conselh de la Lenga Occitana) est l'organisme responsable de la codification de l'occitan et, plus précisément, de la gestion et du développement de la norme classique de l'occitan. Le conseil a été fondé en 1996-1997.

## L'élan du début
La motivation pour fonder le CLO est issue de la crise et du désordre qui touchaient la norme classique depuis 1975. En théorie, la norme classique s'appuie sur le travail de Louis Alibert exposé dans sa Gramatica occitana segon los parlars lengadocians de 1935, puis sur la gestion de cette norme par l'Institut d'études occitanes (IEO) à partir de 1945. Cependant, à partir de 1975, l'IEO a laissé se développer des pratiques antinormatives ou contradictoires en son sein, dans ses propres publications, et n'a pas pu garantir la diffusion d'une norme stable et univoque.
L'initiative de la fondation du CLO était double : 
- elle est venue d'une part du Gidilòc (Grop d'Iniciativa per un Diccionari Informatizat de la Lenga Occitana) ;
- et d'autre part, du Secteur de Linguistique de l'IEO. Les deux organismes ont manifesté la volonté commune de trouver des solutions au désordre normatif.

La composition du CLO a été faite en conviant des spécialistes reconnus et des acteurs culturels de diverses sensibilités, selon le principe de la cooptation. Puis, des membres nouveaux sont entrés au CLO et d'autres en sont partis.
Les premières assemblées de 1996 (informelle, à Toulouse) et de 1997 (fondation officielle du CLO, à Toulouse, suivie par une autre assemblée à Nîmes) ont abouti à une série de recommandations pour résoudre les divergences d'orthographe les plus courantes, qui affectaient l'ensemble de l'occitan. L'assemblée de Nîmes a précisé également quelques principes les plus spécifiques du provençal, du niçard et du vivaro-alpin. Il en est sorti un document public qui résumait les solutions.
Les années suivantes, de 1997 à 2002, le CLO a organisé d'autres assemblées régulières. Il a adopté une série de solutions pour résoudre d'autres problèmes récurrents, concernant pas seulement l'orthographe mais aussi la norme orale.

## Les difficultés
Cependant, des tensions sont nées dans les années suivantes quand le CLO a commencé à vouloir résoudre des problèmes supplémentaires. Rapidement, une partie des acteurs culturels (parfois, certains membres du CLO) ne se sont pas montrés très favorables pour trouver des solutions consensuelles ou pour accepter les décisions de la majorité des membres du CLO.
Le Gidilòc, un des cofondateurs du Conseil, a continué sa collaboration scientifique régulière au sein des activités du CLO.
L'IEO, l'autre cofondateur du Conseil, avait montré d'abord une attitude de partenaire actif et constructif dans le CLO. L'assemblée générale de l'IEO de 1998 avait voté la reconnaissance et l'adoption des préconisations du CLO. Mais à cause des tensions croissantes, en 2001, la direction de l'IEO a changé d'attitude et a proposé de sortir du CLO pour fonder un organisme concurrent qui serait nommé Acadèmia Occitana. Finalement, à partir de 2002, l'IEO et lo CLO ont tenu diverses réunions de travail pour trouver un accord renouvelé de collaboration et de reconnaissance mutuelle, mais les négociations n'ont abouti à aucun accord. Depuis 2002, ces tensions diverses ont ralenti le rythme de travail du CLO, qui cependant continue d'exister juridiquement comme association.

## Reprise des activités en 2021
En janvier 2021, le CLO a repris ses activités afin de trouver des solutions concrètes, face à la persistance des usages incertains. Il a expliqué sa réactivation dans un communiqué.
Aujourd'hui, les préconisations du CLO sont suivies par une partie du mouvement occitaniste, parce qu'il y voit une solution utile pour développer l'occitan d'une manière plus ordonnée, spécialement en pédagogie. Surtout, le CLO est reconnu officiellement par le Conseil général d'Aran (et donc par l'Oficina de Foment e Ensenhament der Aranés) depuis 1999, par l'Associacion Internacionala d'Estudis Occitans (AIEO) depuis son congrès de Toulouse en 1997, par le Gidilòc qui est membre fondateur du CLO, et par une partie des enseignants, formateurs et organismes culturels. Certains livres, CDs et DVDs précisent, dans les premières pages, qu'ils appliquent la norme du CLO.